# Isaac Henri Bismuth
Isaac Henri Bismuth, né le 20 juin 1889 à Tunis et mort pour la France le 24 octobre 1916 à Douaumont, est un sergent de l'armée française.
Juif tunisien naturalisé français, il intègre le régiment d'infanterie coloniale du Maroc (RICM) après un engagement volontaire puis devient un héros de la Première Guerre mondiale.

## Biographie
Isaac Henri Bismuth naît le 20 juin 1889 à Tunis dans une famille de la communauté juive. Fils aîné de Nessim Bismuth et d'Anna Fitoussi, il est le frère de Jacques, administrateur des Anciens Établissements Sauveur Sebah, de Joseph, lui aussi engagé volontaire pour la Première Guerre mondiale, d'Albert, préparateur en pharmacie, et d'Emma Bismuth. La famille habite dans un immeuble localisé au numéro 41 de l'avenue de Londres.
D'abord, comme de nombreux Juifs tunisiens, Isaac Henri Bismuth réalise ses études à l'école de l'Alliance israélite universelle située au numéro 1 de la rue Malta Sghira. Comme il n'est pas un très bon élève, ses professeurs lui conseillent de réaliser une formation professionnelle après l'obtention de son certificat d'études. Donc, après un apprentissage d'ébéniste à la fabrique Paillon-Aîné et après avoir exercé ce métier au grand magasin Au Palais arabe, Isaac Henri Bismuth s'engage volontairement, le 3 septembre 1908, pour la Légion étrangère, seul moyen pour les Juifs et les étrangers de combattre pour la France. Ce dernier avait en fait la volonté de défendre le pays qui lui avait offert l'éducation et les nouveaux quartiers modernisés dans lesquelles les Juifs tunisiens habitaient. Ainsi, durant cinq années, il est envoyé successivement dans les colonies du Maroc puis du Tonkin : il est stationné près de Fès du 13 février 1909 au 13 octobre 1910, période durant laquelle il est récompensé par la médaille coloniale (agrafe « Maroc », puis il est en mission de surveillance au Tonkin du 18 novembre 1910 au 1er août 1913. Le 1er août 1913, il est renvoyé à Tunis. Toutefois, le 31 décembre 1912, lorsqu'il est encore au Tonkin, il est naturalisé français par décret ; il peut désormais combattre dans les armées françaises. Le 12 novembre 1913, il contracte donc un encagement volontaire pour le RICM : il est alors rattaché au 8e bataillon commandé par le capitaine Pierre Nicolaÿ. Durant deux ans, il exerce une nouvelle fois au Maroc où il est nommé surveillant et interprète à la municipalité de Fès, la même ville où il avait déjà exercé quelques années plus tôt, et récompensé par la médaille commémorative du Maroc.
En fin d'année 1915, il repousse les attaques allemandes sur le front de Nieuport et, le 1er février 1916, après ces exploits, il obtient les gallons de sergent. Il participe ensuite à la bataille de Verdun. Le 8 juin 1916, l'état-major réquisitionne son régiment pour tenter de reprendre le fort de Vaux capturé le 7 juin par les Allemands. Dans la nuit du 17 au 18 août, le RICM lance un assaut et reprend définitivement le village de Fleury-devant-Douaumont. Isaac Henri Bismuth se distingue particulièrement « par son courage et son entrain » en ayant fait plusieurs prisonniers allemands (vingt soldats et un officier). Il est récompensé par la médaille militaire et la croix de guerre avec palmes et étoile de vermeille. Aussi son régiment obtient le privilège d'être ornementé par la double fourragère rouge rayée de vert. La même année, après avoir quelque temps séjourné à Stainville chez une certaine Mme Gallois, elle-même en contact avec sa marraine de guerre, Mme Sebah, il participe avec son régiment à la reprise du fort de Douaumont. C'est lors de cette dernière bataille qu'il trouve la mort après avoir nettoyé la tourelle de 75 millimètres du fort. Le lendemain, son ami Louis Pey, qu'il avait rencontré à la Légion étrangère, décide de le venger après l'avoir enterré près de la tourelle où il est mort.
Le 27 avril 1923, il est fait chevalier de la Légion d'honneur à titre posthume.

## Description physique
En plus de sa photographie, Isaac Henri Bismuth a été décrit par l'armée lorsque celui-ci s'est volontairement engagé comme légionnaire, ces informations sont donc disponibles dans son registre matricule. D'abord, il a la peau bronzée, les yeux marron foncés et les cheveux châtains. Il a un visage long, le front vertical moyen, le nez busqué moyen et les yeux qui retombent légèrement. Il mesure 1,66 m, ce qui est une taille plutôt moyenne pour le début du XXe siècle. Parce qu'il s'était déjà entraîné, il possédait une certaine condition physique et deux cicatrices : la première est une cicatrice linéaire sur l'avant-bras gauche, la deuxième est une cicatrice due à une fracture ancienne de son majeur droit. On ne sait toujours pas si ces cicatrices sont les conséquences d'un entraînement ou d'une bataille ou s'il s'est blessé avec un ciseau à bois lorsqu'il exerçait son métier d'ébéniste. Toutefois, lorsque l'on regarde sa photographie, on pourrait s'imaginer un militaire aux origines françaises. En effet, à la suite de l'instauration du protectorat français, les Juifs tunisiens se sont petit à petit modernisés et voulaient ressembler aux Européens. Ils avaient donc une tendance à vouloir ressembler aux Français qu'ils côtoyaient. Ceci explique donc ses cheveux gominés vers l'arrière et sa moustache épaisse, cette dernière étant également un signe d'autorité nécessaire pour tous les militaires.

## Citations à l'ordre
Isaac Henri Bismuth a tout au long de sa vie impressionné ses supérieurs pour son courage. Il est donc à trois reprises cité à l'ordre :
- 21 août 1916 par le général Joseph Joffre : « A fait preuve, en toute circonstance des plus brillantes qualités militaires S'est particulièrement distingué par son courage et son entrain pendant les combats du 17 août 1916, au cours desquelles il a fait des prisonniers »[3] ;
- 26 juin 1917 par Paul Amédée Alix (commandant du 8e bataillon du RICM) : « Sous-officier d'élite plein d'initiative et d'allant, s'est toujours fait remarquer dans les affaires auxquelles il a pris part. Au combat du 24 octobre 1916, à Douaumont, a entraîné sa section à l'assaut d'une façon superbe et a été tué glorieusement au moment où il essayait de se rendre maître d'une parie importante d'un ouvrage fortifié »[2] ;
- 28 juin 1917 (pour les combats du 15 juillet 1916) par Alix : « A repoussé avec sa section plus de 10 attaques à la grenade et a montré les plus belles qualités militaires en attaquant sans cesse l'adversaire »[3].

## Décorations
- : Médaille militaire
- : Croix de guerre avec palmes et étoile de vermeille
- : Médaille coloniale (agrafe « Maroc »)
- : Médaille commémorative du Maroc
- : Chevalier de la Légion d'honneur

## Hommages

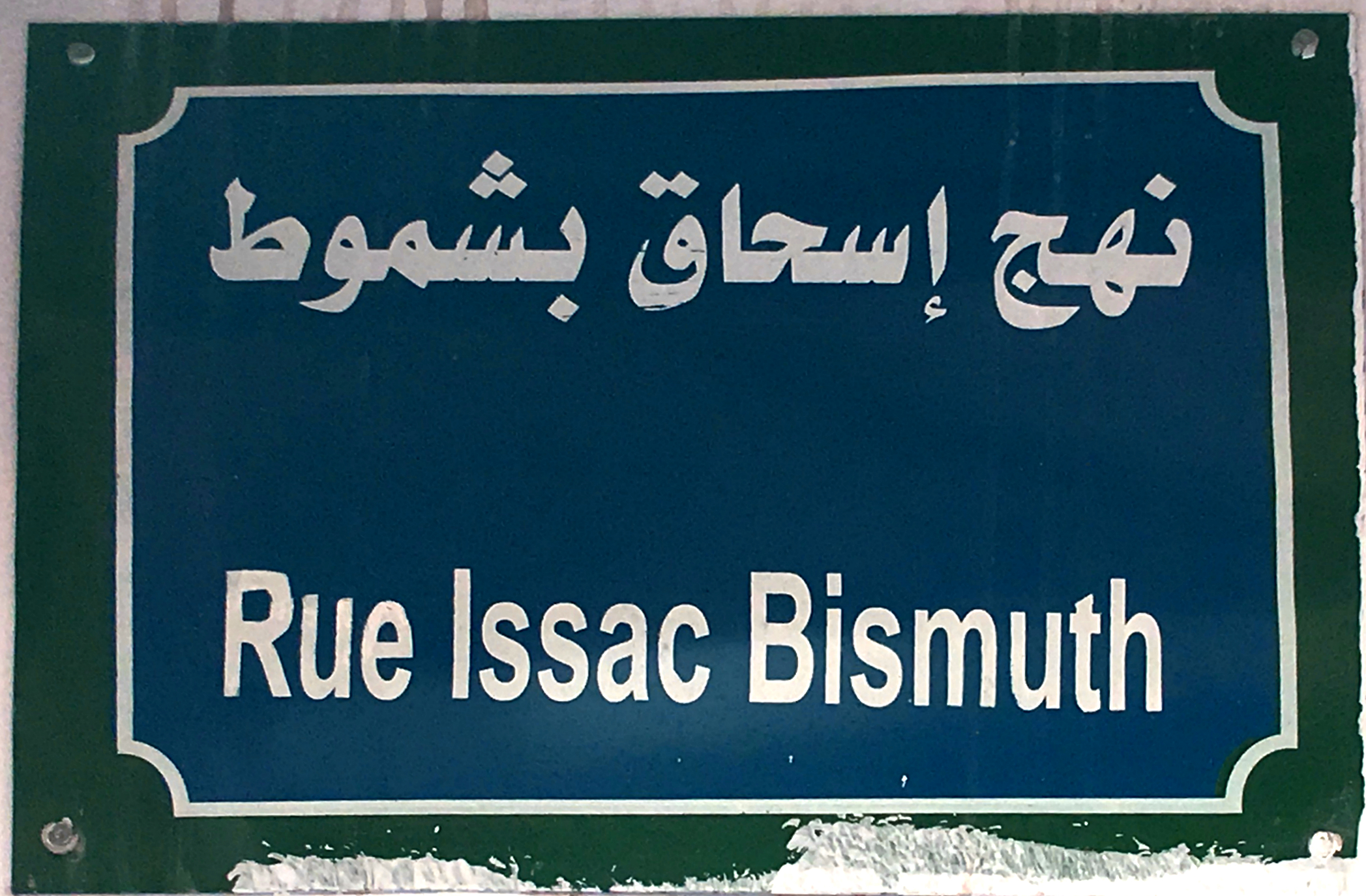
Plaque de la rue Issac-Bismuth située dans le souk El Grana de Tunis.

Après la mort du sergent Isaac Henri Bismuth plusieurs hommages lui sont rendus :
- Une rue du souk El Grana, situé dans la médina de Tunis, porte son nom[10]. On remarque toutefois la mauvaise orthographe de son prénom sur la plaque.
- Quelques années après sa mort, sa dernière lettre envoyée le 22 octobre 1916 à son frère Jacques est publié dans différents journaux comme le Comoedia[14] ou même Le Volontaire juif.
- Le 17 novembre 1923, soit cinq années après la fin de la guerre, et quelques semaines après avoir été nommé nommé chevalier de la Légion d'honneur, une procession funéraire est organisée à Tunis pour les soldats tunisiens morts au front. Un cercueil dédié à Isaac Henri Bismuth (on ignore si son cadavre a été rapatrié) est montré en présence de Tunisois, de Français mais aussi du résident général[2].
- Son nom est par ailleurs inscrit sur le monument localisé dans le cimetière du Borgel, à Tunis, en mémoire des Juifs décédés lors de la Première Guerre mondiale[15].
- Le professeur Henri Bismuth, neveu du sergent, porte le même prénom que son oncle.
- Un catalogue est dédié à sa mémoire[16].